# Cohors IV Gallorum (Moesia)
Die Cohors IV (oder IIII) Gallorum [equitata] (deutsch 4. Kohorte der Gallier [teilberitten]) war eine römische Auxiliareinheit. Sie ist durch Militärdiplome und Inschriften belegt.

## Namensbestandteile
- Gallorum: der Gallier. Die Soldaten der Kohorte wurden bei Aufstellung der Einheit aus den verschiedenen Stämmen der Gallier auf dem Gebiet der römischen Provinz Gallia Lugdunensis rekrutiert.

- equitata: teilberitten. Die Einheit war ein gemischter Verband aus Infanterie und Kavallerie.

Da es keine Hinweise auf den Namenszusatz milliaria (1000 Mann) gibt, war die Einheit eine Cohors (quingenaria) equitata. Die Sollstärke der Kohorte lag bei 600 Mann (480 Mann Infanterie und 120 Reiter), bestehend aus 6 Centurien Infanterie mit jeweils 80 Mann sowie 4 Turmae Kavallerie mit jeweils 30 Reitern.

## Geschichte
Die Kohorte war in den Provinzen Moesia, Thracia, Cilicia und Syria (in dieser Reihenfolge) stationiert. Sie ist auf Militärdiplomen für die Jahre 75 bis 153 n. Chr. aufgeführt.
Der erste Nachweis der Einheit in Moesia beruht auf einem Militärdiplom, das auf 75 datiert ist. In dem Diplom wird die Kohorte als Teil der Truppen (siehe Römische Streitkräfte in Moesia) aufgeführt, die in der Provinz stationiert waren. Weitere Diplome, die auf 92 bis 105 datiert sind, belegen die Einheit in Moesia inferior.
Zu einem unbestimmten Zeitpunkt wurde die Kohorte nach Thracia verlegt. Der erste Nachweis der Einheit in der Provinz beruht auf einem Militärdiplom, das auf 114 datiert ist. In dem Diplom wird die Kohorte als Teil der Truppen aufgeführt (siehe Römische Streitkräfte in Thracia), die in der Provinz stationiert waren.
In Thracia war die Einheit aber nur für kurze Zeit stationiert, denn für 121 ist sie durch ein Diplom in Cilicia belegt.
Zu einem unbestimmten Zeitpunkt wurde die Kohorte nach Syria verlegt. Der erste Nachweis der Einheit in der Provinz beruht auf einem Militärdiplom, das auf 153 datiert ist. In dem Diplom wird die Kohorte als Teil der Truppen aufgeführt (siehe Römische Streitkräfte in Syria), die in der Provinz stationiert waren.
In der Notitia dignitatum wird eine Einheit mit der Bezeichnung Cohors quarta Gallorum für den Standort Ulucitra in der Provinz Rhodopa erwähnt. Sie war Teil der Truppen, die dem Oberkommando des Dux Moesiae secundae unterstanden.

## Standorte
Standorte der Kohorte sind nicht bekannt.

## Angehörige der Kohorte
Folgende Angehörige der Kohorte sind bekannt:

### Kommandeure
| - Gaius Vindilicius Fontanus: er wird auf dem Diplom von 114 als Kommandeur genannt. - Sudernius Priscus: er wird auf dem Diplom von 121 als Kommandeur genannt. | - Τ. Φλ. Αλεξανδερ - Τ. Πορκιος Κορνηλιανος, ein Präfekt |

### Sonstige
| - C(aius) Iulius Valens, ein Reiter: das Diplom von 114 wurde für ihn ausgestellt. | - Alexandrus, ein Fußsoldat: das Diplom von 121 wurde für ihn ausgestellt. |

## Weitere Kohorten mit der BezeichnungCohors IV Gallorum
Es gab noch drei weitere Kohorten mit dieser Bezeichnung:
- die Cohors IV Gallorum (Britannia). Sie ist durch Militärdiplome von 98 bis 178 belegt und war in der Provinz Britannia stationiert.
- die Cohors IV Gallorum (Mauretania Tingitana). Sie ist durch Diplome von 88 bis 161 belegt und war in der Provinz Mauretania Tingitana stationiert.
- die Cohors IV Gallorum (Raetia). Sie ist durch Diplome von 86 bis 167/168 belegt und war in der Provinz Raetia stationiert.